# Kanada na Zimowych Igrzyskach Olimpijskich 1956
Kanadę na Zimowych Igrzyskach Olimpijskich 1956 reprezentowało 37 zawodników: 27 mężczyzn i osiem kobiet. Był to siódmy start reprezentacji Kanady na zimowych igrzyskach olimpijskich.

## Zdobyte medale
| Medal  | Zawodnik | Dyscyplina            | Konkurencja      | Rezultat   |
| ------ | --- | --------------------- | ---------------- | ---------- |
| Srebro | Frances Dafoe, Norris Bowden | Łyżwiarstwo figurowe  | pary sportowe    | 16 pkt     |
| Brąz   | Denis Brodeur, Keith Woodall, Floyd Martin, Howard Lee, Arthur Hurst, Jack McKenzie, James Logan, Paul Knox, Donald Rope, Byrle Klinck, William Colvin, Gerald Theberge, Alfred Horne, Charles Brooker, George Scholes, Bob White, Kenneth Laufman | Hokej na lodzie       | turniej mężczyzn |            |
| Brąz   | Lucille Wheeler | Narciarstwo alpejskie | zjazd kobiet     | 1:45,9 min |

## Skład kadry

### Biegi narciarskie
Mężczyźni
| Zawodnik         | Konkurencja   | czas      | Pozycja |
| ---------------- | ------------- | --------- | ------- |
| Clarence Servold | Bieg na 15 km | 53:34,0   | 19.     |
| Clarence Servold | Bieg na 30 km | 2:00:01,0 | 37.     |
| Clarence Servold | Bieg na 50 km | 3:21:50,0 | 22.     |

### Hokej na lodzie
Reprezentacja mężczyzn
| - Denis Brodeur - Keith Woodall - Floyd Martin - Howard Lee - Arthur Hurst - Jack McKenzie - James Logan - Paul Knox - Donald Rope |  | - Byrle Klinck - William Colvin - Gerald Théberge - Alfred Horne - Charles Brooker - George Scholes - Bob White - Kenneth Laufman |

Reprezentacja Kanady brała udział w rozgrywkach grupy A turnieju olimpijskiego zajmując w niej pierwsze miejsce i awansując do grupy finałowej. W grupie finałowej zajęła trzecie miejsce zdobywając brązowy medal.

#### Runda pierwsza
Grupa A
| Drużyna | M | Mecze | Mecze | Mecze | Bramki | Bramki | Bramki | Pkt |
| Drużyna | M | W     | R     | P     | +      | –      | +/-    | Pkt |
| ------- | - | ----- | ----- | ----- | ------ | ------ | ------ | --- |
| Kanada  | 3 | 3     | 0     | 0     | 30     | 1      | +29    | 6   |
| Niemcy  | 3 | 1     | 1     | 1     | 9      | 6      | +3     | 3   |
| Włochy  | 3 | 0     | 2     | 1     | 5      | 7      | -2     | 2   |
| Austria | 3 | 0     | 1     | 2     | 2      | 32     | -30    | 1   |

Wyniki
| 26 stycznia 1956 | Kanada | 4:0 | Niemcy | Olympic Ice Stadium |

| Godzina: 21:30 |  |  |  | Sędzia główny: Dwars Sędziowie liniowi: Ahlin |

| 27 stycznia 1956 | Kanada | 23:0 | Austria | Olympic Ice Stadium |

| Godzina: 14:30 |  |  |  | Sędzia główny: Galetti Sędziowie liniowi: Demetz |

| 28 stycznia 1956 | Kanada | 3:1 | Włochy | Olympic Ice Stadium |

| Godzina: 21:30 |  |  |  | Sędzia główny: Unger Sędziowie liniowi: Johannessen |

### Tabela końcowa

#### Grupa finałowa
| Drużyna           | M | Mecze | Mecze | Mecze | Bramki | Bramki | Bramki | Pkt | Uwagi |
| Drużyna           | M | W     | R     | P     | +      | –      | +/-    | Pkt | Uwagi |
| ----------------- | - | ----- | ----- | ----- | ------ | ------ | ------ | --- | ----- |
| ZSRR              | 5 | 5     | 0     | 0     | 25     | 5      | +20    | 10  |       |
| Stany Zjednoczone | 5 | 4     | 0     | 1     | 26     | 12     | +14    | 8   |       |
| Kanada            | 5 | 3     | 0     | 2     | 23     | 11     | +12    | 6   |       |
| Szwecja           | 5 | 2     | 1     | 3     | 10     | 17     | -7     | 3   |       |
| Czechosłowacja    | 5 | 1     | 0     | 4     | 20     | 30     | -10    | 2   |       |
| Niemcy            | 5 | 0     | 1     | 4     | 6      | 35     | -29    | 1   |       |

Wyniki
| 30 stycznia 1956 | Kanada | 6:3 | Czechosłowacja | Olympic Ice Stadium |

| Godzina: 21:30 |  |  |  | Sędzia główny: Hauser Sędziowie liniowi: Ahlin |

| 31 stycznia 1956 | Kanada | 1:4 | Stany Zjednoczone | Olympic Ice Stadium |

| Godzina: 21:30 |  |  |  | Sędzia główny: Hauser Sędziowie liniowi: Bernhard |

| 2 lutego 1956 | Kanada | 10:0 | Niemcy | Olympic Ice Stadium |

| Godzina: 10:00 |  |  |  | Sędzia główny: Dwars Sędziowie liniowi: Galetti |

| 3 lutego 1956 | Kanada | 6:2 | Szwecja | Olympic Ice Stadium |

| Godzina: 11:00 |  |  |  | Sędzia główny: Dwars Sędziowie liniowi: Adamec |

| 4 lutego 1956 | Kanada | 0:2 | ZSRR | Olympic Ice Stadium |

| Godzina: 21:30 |  |  |  | Sędzia główny: Ahlin Sędziowie liniowi: Axberg |

### Kombinacja norweska
Mężczyźni
| Zawodnik      | Konkurencja   | Bieg narciarski | Bieg narciarski | Bieg narciarski | Skoki narciarskie | Skoki narciarskie | Skoki narciarskie | Skoki narciarskie | Skoki narciarskie | Skoki narciarskie | Skoki narciarskie | Skoki narciarskie | Łącznie | Pozycja |
| Zawodnik      | Konkurencja   | Czas biegu      | Pozycja         | Punkty          | Skok 1            | Skok 2            | Skok 3            | Punkty            | Pozycja           |                   |                   |                   | Łącznie | Pozycja |
| ------------- | ------------- | --------------- | --------------- | --------------- | ----------------- | ----------------- | ----------------- | ----------------- | ----------------- | ----------------- | ----------------- | ----------------- | ------- | ------- |
| Irvin Servold | Indywidualnie | 1:01:44,0       | 24.             | 219,00          | 64,0              | 91,0              | 64,5              | 89,0              | 63,0              | 87,5              | 180,0             | 31.               | 399,00  | 27.     |

### Łyżwiarstwo figurowe
| Zawodnik                    | Konkurencja   | Nota   | Pozycja |
| --------------------------- | ------------- | ------ | ------- |
| Carole Jane Pachl           | Solistki      | 154,74 | 6.      |
| Ann Johnston                | Solistki      | 152,56 | 9.      |
| Charles Snelling            | Soliści       | 150,42 | 8.      |
| Frances Dafoe Norris Bowden | Pary sportowe | 11,32  | srebro  |
| Barbara Wagner Robert Paul  | Pary sportowe | 10,74  | 6.      |

### Łyżwiarstwo szybkie
Mężczyźni
| Zawodnik      | Konkurencja        | Konkurencja        | Konkurencja    | Konkurencja    | Konkurencja    | Konkurencja    | Konkurencja      | Konkurencja      |
| Zawodnik      | Bieg na 500 m      | Bieg na 500 m      | Bieg na 1500 m | Bieg na 1500 m | Bieg na 5000 m | Bieg na 5000 m | Bieg na 10 000 m | Bieg na 10 000 m |
| Zawodnik      | Czas               | Miejsce            | Czas           | Miejsce        | Czas           | Miejsce        | Czas             | Miejsce          |
| ------------- | ------------------ | ------------------ | -------------- | -------------- | -------------- | -------------- | ---------------- | ---------------- |
| Gordon Audley | 43,2               | 25.                | 2:26,1         | 53.            |                |                |                  |                  |
| Ralf Olin     | 44,1               | 36.                | 2:19,7         | 41.            | 8:30,5         | 33.            | 17:59,2          | 31.              |
| Johnny Sands  | Nie ukończył biegu | Nie ukończył biegu | 2:20,7         | 45.            |                |                |                  |                  |

### Narciarstwo alpejskie
Mężczyźni
| Zawodnik       | Konkurencja | Konkurencja | Konkurencja   | Konkurencja   | Konkurencja         | Konkurencja         | Konkurencja      | Konkurencja      |
| Zawodnik       | Zjazd       | Zjazd       | Slalom gigant | Slalom gigant | Slalom specjalny    | Slalom specjalny    | Slalom specjalny | Slalom specjalny |
| Zawodnik       | Czas        | Pozycja     | Czas          | Pozycje       | Czas 1-go przejazdu | Czas 2-go przejazdu | Czas łączny      | Pozycja          |
| -------------- | ----------- | ----------- | ------------- | ------------- | ------------------- | ------------------- | ---------------- | ---------------- |
| André Bertrand | 3:31,8      | 25.         | 3:33,7        | 39.           | 2:42,8              | 2:20,0              | 5:02,8           | 50.              |

Kobiety
| Zawodniczka    | Konkurencja | Konkurencja | Konkurencja     | Konkurencja     | Konkurencja         | Konkurencja         | Konkurencja               | Konkurencja               |
| Zawodniczka    | Zjazd       | Zjazd       | Slalom gigant   | Slalom gigant   | Slalom specjalny    | Slalom specjalny    | Slalom specjalny          | Slalom specjalny          |
| Zawodniczka    | Czas        | Pozycja     | Czas            | Pozycja         | Czas 1-go przejazdu | Czas 2-go przejazdu | Czas łączny               | Pozycja                   |
| -------------- | ----------- | ----------- | --------------- | --------------- | ------------------- | ------------------- | ------------------------- | ------------------------- |
| Lucile Wheeler | 1:45,0      | brąz        | 1:58,6          | 6.              | 1:36,7              | Dyskwalifikacja     | Nie ukończyła konkurencji | Nie ukończyła konkurencji |
| Anne Heggtveit | 1:53,2      | 22.         | 2:05,3          | 29.             | 1:31,0              | 1:07,2              | 2:38,2                    | 30.                       |
| Carlyn Kruger  | 1:53,2      | 22.         | Dyskwalifikacja | Dyskwalifikacja | 1:14,7              | 1:07,6              | 2:22,3                    | 23.                       |
| Ginette Seguin | 1:58,2      | 33.         | 2:16,6          | 36.             | 1:05,6              | 1:10,0              | 2:15,6                    | 18.                       |

### Skoki narciarskie
Mężczyźni
| Skoczek          | Skok 1    | Skok 1 | Skok 2    | Skok 2 | Nota  | Pozycja |
| Skoczek          | odległość | Nota   | odległość | Nota   | Nota  | Pozycja |
| ---------------- | --------- | ------ | --------- | ------ | ----- | ------- |
| Jacques Charland | 76,0      | 94,5   | 73,0      | 93,5   | 188,0 | 27.     |